# Pico Redondo
Pico Redondo (en inglés: Redondo Peak) es una cumbre visible en las montañas Jémez de Nuevo México, en el suroeste de Estados Unidos. Se encuentra totalmente dentro de la Reserva nacional Valles Caldera. Es la segunda cumbre más alta de las Montañas Jémez después Chicoma. Es el pico más prominente visualmente en el intervalo cuando se ve desde el sur, por ejemplo, desde Albuquerque. Desde muchas otras direcciones es menos prominente o no visible, debido a su ubicación en el centro de los Valles Caldera, bien lejos del borde de la caldera.